# 马尔可夫网络
马尔可夫网络，（马尔可夫随机场、无向图模型）是关于一组有马尔可夫性质随机变量{\displaystyle X}的全联合概率分布模型。
马尔可夫网络类似贝叶斯网络用于表示依赖关系。但是，一方面它可以表示贝叶斯网络无法表示的一些依赖关系，如循环依赖；另一方面，它不能表示贝叶斯网络能够表示的某些关系，如推导关系。马尔可夫网络的原型是易辛模型，最初是用来说明该模型的基本假设。

## 形式化定义
形式上，一个马尔可夫网络包括：
- 一个无向图G = (V,E)，每个顶点v ∈V表示一个在集合{\displaystyle X}的随机变量，每条边{u,v} ∈ E表示随机变量u和v之间的一种依赖关系。
- 一个函数集合{\displaystyle f_{k}}（也称为因子或者团因子有时也称为特征），每一个{\displaystyle f_{k}}的定义域是图G的团或子团k.  每一个{\displaystyle f_{k}}是从可能的特定联合的指派（到元素k）到非负实数的映射。

### 联合分布函数
联合分布（吉布斯测度）用马尔可夫网络可以表示为：
{\displaystyle P(X=x)={\frac {1}{Z}}\prod _{k}f_{k}(x_{\{k\}})}
其中{\displaystyle x=x_{\{1\}}x_{\{2\}}x_{\{3\}}\cdots }是向量，{\displaystyle x_{\{k\}}=x_{\{k,1\}}x_{\{k,2\}}\cdots x_{\{k,|c_{k}|\}}}是随机变量{\displaystyle x}在第k个团的状态（{\displaystyle |c_{k}|}是在第k个团中包含的节点数。），乘积包括了图中的所有团。注意马尔可夫性质在团内的节点存在，在团之间是不存在依赖关系的。这里，{\displaystyle Z}是配分函数，有
{\displaystyle Z=\sum _{x\in {\mathcal {X}}}\prod _{k}f_{k}(x_{\{k\}})}.
实际上，马尔可夫网联络经常表示为对数线性模型。通过引入特征函数{\displaystyle \phi _{k}}，得到
{\displaystyle f_{k}=\exp \left(w_{k}^{\top }\phi _{k}(x_{\{k\}})\right)}
和
{\displaystyle P(X=x)={\frac {1}{Z}}\exp \left(\sum _{k}w_{k}^{\top }\phi _{k}(x_{\{k\}})\right)}
以及划分函数 
{\displaystyle Z=\sum _{x\in {\mathcal {X}}}\exp \left(\sum _{k}w_{k}^{\top }\phi _{k}(x_{\{k\}})\right)}。
其中，{\displaystyle w_{k}}是权重，{\displaystyle \phi _{k}}是势函数，映射团{\displaystyle k}到实数。这些函数有时亦称为吉布斯势；术语势源于物理，通常从字面上理解为在临近位置产生的势能。
对数线性模型是对势能的一种便捷的解释方式。一个这样的模型可以简约的表示很多分布，特别是在领域很大的时候。另一方面，负的似然函数是凸函数也带来便利。但是即便对数线性的马尔可夫网络似然函数是凸函数，计算似然函数的梯度仍旧需要模型推理，而这样的推理通常是难以计算的。

### 马尔可夫性质
马尔可夫网络有这样的马尔可夫性质：图的顶点u在状态{\displaystyle x_{u}}的概率只依赖顶点u的最近临节点，并且顶点u对图中的其他任何节点是条件独立的。该性质表示为 
{\displaystyle P(X_{u}=x_{u}|X_{v},v\neq u)=P(X_{u}=x_{u}|X_{v},v\in N_{u})}
顶点u的最近临节点集合{\displaystyle N_{u}}也称为顶点u的马尔可夫链。

## 推理
在贝叶斯网络中，计算节点{\displaystyle V'=\{v_{1},...,v_{i}\}}集合对给出的另外节点{\displaystyle W'=\{w_{1},...,w_{j}\}}集合的条件分布可以通过的所有可能的{\displaystyle u\notin V',W'}指派值求和，这是精确推理。精确推理是NP-hard问题，一般相信不存在快速计算方法。近似推理技术如马尔科夫蒙特卡洛和置信度传播通常更加可行。一些马尔可夫随机场的子类，如树，有多项式时间复杂度的推理算法，发现这样的子类也是活跃的研究课题。也有一些马尔可夫随机场的子类允许有效最大后验概率估计，或者最可能的指派值；应用的例子包括关联网络。

## 条件随机场
一个马尔可夫网络的重要变体是条件随机场，每个随机变量可以条件依赖于一组全局的观察{\displaystyle o}。这个模型中，每个函数{\displaystyle \phi _{k}}是从指派值到团k和从观察{\displaystyle o}到非负实数的映射。这样的马尔可夫网络更适于不对观察建立分布模型的区分性模型，不是生成性模型。